# Gihren Zabi
Gihren Zabi (ギレン・ザビ Giren Zabi?) är en fiktiv karaktär och huvudantagonist i anime-serien Mobile suit gundam. Gihren är en av furstendömet Zeons mäktigaste män och den äldste sonen till diktatorn Degwin sodo Zabi.

## Fiktiv biografi
Gihren föddes år 0044 (UC) som förstfödde son till Zeons diktator Degwin sodo Zabi. Inte mycket är känt om Gihrens barn- och ungdomstid men år 0068 (UC) tjänade han vid sin faders sida som ordförande i Zeonpartiets politiska avdelning. När den Zeonska republiken omorganiserades till ett furstendöme utnämndes Gihren till överbefälhavare över de väpnade styrkorna. Trots att den politiska makten fortfarande låg hos fadern var det nu Gihren som tog alla viktiga beslut bakom tronen. Gihrens politiska framgångar gav honom dock många fiender däribland hans egen syster Kycilia Zabi. Furstendömet Zeons försök till politisk självständighet från Jordfederationen ledde till det så kallade Ettårskriget 0079-0080 (UC). Gihren ledde personligen de zeonska styrkorna men efter inledande framgångar led zeonerna ett avgörande nederlag i slaget vid Odessa och tvingades på att gå på defensiven. Gihren utnyttjade krigstillståndet till att mörda sin far för att en gång för alla ta kontroll över furstendömet. Den zeoniska krigsmakten hade dock lidit oersättliga förluster i manskap och utrustning och oppositionen såg snart sin möjlighet att störta Gihren. Under slaget vid A Baoa Qu mördades Gihren av systern Kycilia Zabi men hennes triumf blev kortlivad då skeppet hon befann sig på sprängdes av förrädaren Char Aznable. Efter Gihrens död kapitulerade Zeon inför Jordfederationen och omvandlades åter till en Republik. Kort efter Gihrens död inleddes en våg av hjältedyrkan av honom bland zeoniska militärer som vägrade acceptera nederlaget.

## Personlighet
Gihren var en mycket intelligent man med en IQ-nivå på över 240 och var även en karismatisk talare, något han visade i sitt eldiga tal till folket på sin yngre brors begravning. Han var en maktlysten man som inte skydde några medel för att utöka sin egen makt. Gihren var en skicklig politiker men saknade militär kompetens varför han ofta lät andra för befälet vid drabbningar. Hans största fel var förmodligen hans ovilja att inse den militära situationen varför hans beslut ofta baserades på rent önsketänkande. Gihrens förkärlek för "mirakelvapen" förvärrade krigsmaktens underhållsproblem något som bidrog till hans fall. Gihren var intill slutet övertygad om den zeoniska rasens överlägsenhet i jämförelse med invånarna i federationen som han såg som svaga. Fadern Degwin brukade ofta jämföra sonen med Adolf Hitler vilket Gihren tog som en komplimang.